# Huldra

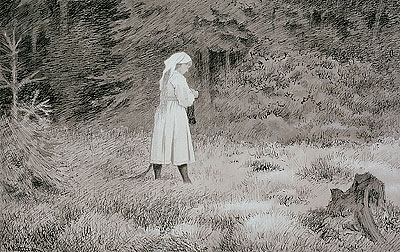
Huldra von Theodor Kittelsen (1892)

Die Huldra (auch Hulder) ist ein Naturgeist der skandinavischen Folklore. Meist eine wunderschöne Waldfee mit langen blonden Haaren, betört sie Männer mit ihrem Gesang und bringt sie vom Weg ab. Dabei versteckt sie ihren Schweif, der je nach Region dem einer Kuh oder eines Fuchses ähnelt.
Gewöhnlich werden weibliche Gestalten genannt, die als außerordentlich schön und verführerisch gelten. Männliche Exemplare hingegen, die Huldrekall, werden als abstoßend beschrieben. Huldras zählen mythologisch zu den Rå, Naturgeistern, wie man sie in vielen Kulturen wiederfindet (z. B. Dryaden). Huldras galten als Schutzgeister der Köhler. Dabei wachten sie über die Kohlenmeiler und weckten die schlafenden Köhler bei Gefahr, etwa einem Brand.

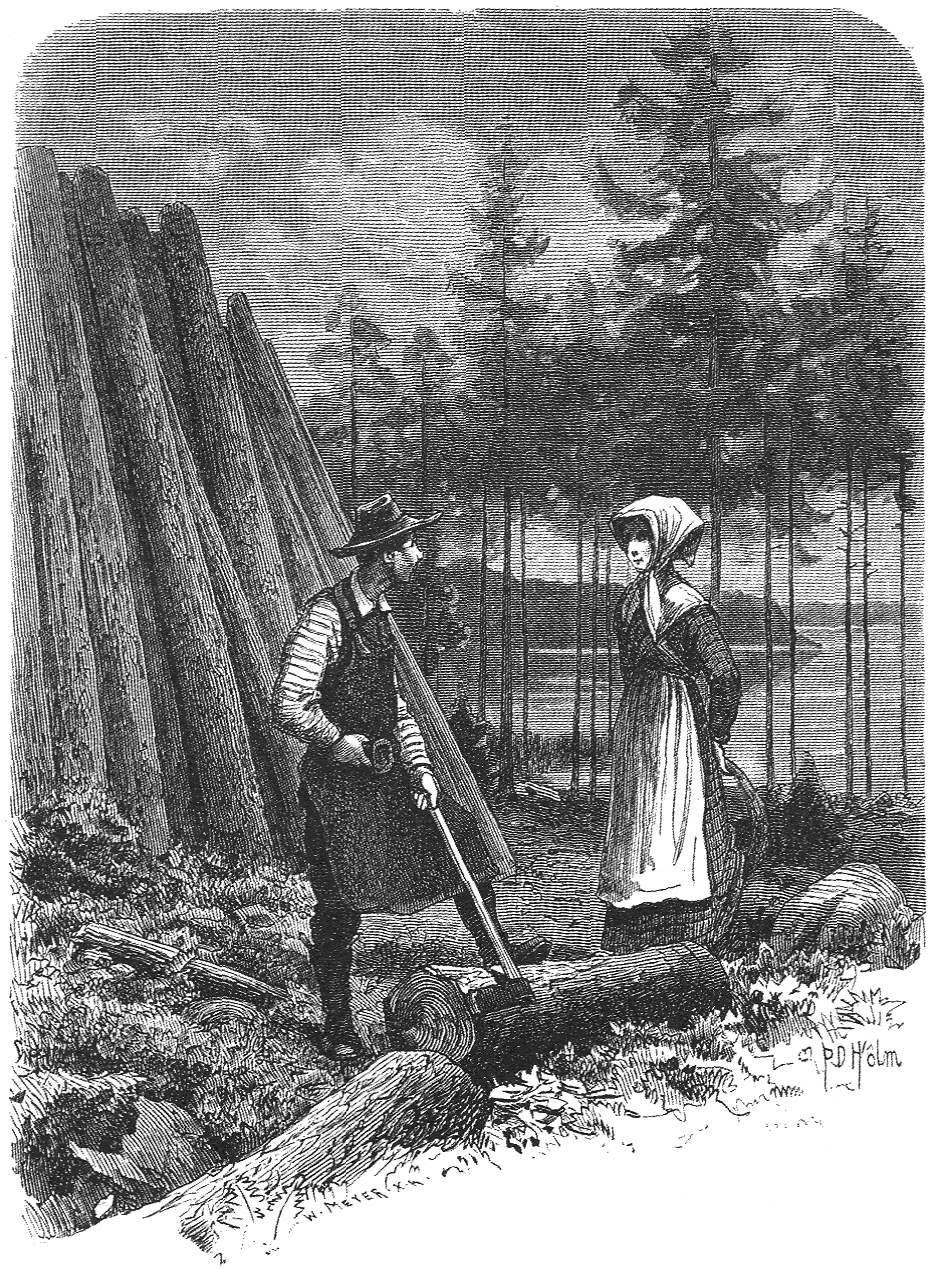
Eine Huldra im Gespräch mit einem Köhler (man beachte ihren Schwanz) von Per Daniel Holm aus Svenska folksägner (1882)

Wirft oder schießt ein Mann eiserne Gegenstände über den Kopf einer Huldra, muss er sie heiraten. Bei liebevoller Behandlung bringt sie Kindersegen und Reichtum, bei schlechter Behandlung verwandelt sich die Huldra in eine hässliche und boshafte Furie.
Huldras werden meist als freundlich und wohlwollend beschrieben, jedoch gibt es auch andere Beispiele. Manche Sagen berichten von Huldras, die Männer verführen und jene, die sie sexuell befriedigen konnten, belohnen, die anderen jedoch töten. Vor allem in Norwegen werden Huldras als grausamer beschrieben, die auch Menschenkinder rauben und mit ihren eigenen Wechselbälgern ersetzen.
Das Huldra-Motiv wurde in verschiedenen Kontexten aufgegriffen, hier einige Beispiele:
- Das Wappen der ehemaligen norwegischen Kommune Lardal zeigte von 1992 bis zur Fusionierung mit Larvik 2018 eine Huldra.
- Hulderheim (Heimat der Huldras) auf der norwegischen Insel Karlsøy sowie die dänische Ortschaft Huldremose (Huldramoor) beziehen sich auf Huldras.
- Die Huldra ist das zentrale Motiv in John Burnsides Roman In hellen Sommernächten (Original: A Summer of Drowning, 2011)[6] sowie in Neil Gaimans Kurzgeschichte Monarch of the Glen: An American Gods Novella.
- Um die Huldra drehen sich der norwegische Film Thale – Ein dunkles Geheimnis (2012)[7] sowie der schwedische Film Huldra: Lady of the Forest (2014).[8]
- Huldra ist der Name einer 2009 in Salt Lake City gegründeten Post-Metal-Band.[9]
- Der Kjosfossen-Wasserfall in Norwegen ist ein Haltepunkt der Flåmsbahn, wo im Sommer vor dem Wasserfall Huldras zu sehen und zu hören sein sollen. Tatsächlich wird dort heute für Touristen ein Tanz von Studentinnen der norwegischen Ballettschule aufgeführt.
- Im Computerspiel Heroine’s Quest begegnet die Heldin einer Huldra, die den Jarl der Region in ihrem Bann gefangen hält.